# Alone in the Universe
Alone in the Universe je trinajsti studijski album britanske rock skupine Electric Light Orchestra (ELO) in prvi, ki je izšel pod imenom Jeff Lynne's ELO. Takšno ime je prišlo od Lynna kot odgovor na spominske in posnemovalne skupine, ki so pogosto uporabljali ime ELO za promocijo lastnih turnej. To je prvi album skupine z novim materialom po albumu Zoom, ki je izšel leta 2001, in drugi po razpadu skupine leta 1986. Album je prejel številne dobre kritike in se uvrstil na 2. mesto rockovskih lestvic Billboard ter na 4. mesto britanske lestvice albumov, kjer je tudi prejel platinast certifikat.

## Ozadje in snemanje
Skupina ELO je uradno razpadla leta 1986. Leta 2001 je soustanovitelj Jeff Lynne poskušal ponovno obuditi skupino z novo turnejo za promocijo albuma Zoom, vendar je bila zaradi slabih prodaj vstopnic turneja odpovedana. Lynne se je nato vrnil k produkciji in snemanju. Leta zatem je DJ radia BBC povabil Lynna v oddajo, kjer ga je s podporo poslušalcev pozval naj ponovno obudi skupino. Snemanje solo albuma priredb, Long Wave, ki je izšel leta 2012, je Lynna vodilo do eksperimentiranja z lastnimi pesmi na podlagi opisanih »avanturističnih« lastnosti tradicionalnih pop skladb, ki jih je sam izbral.
Skupina se je ponovno zbrala septembra 2014 za enkratni koncert v londonskem Hyde Parku pod imenom Jeff Lynne's ELO. Izmed originalnih članov zasedbe, sta bila prisotna soustanovitelj Lynne in klaviaturist Richard Tandy. Lynne je dejal, da s soustanoviteljem Bevom Bevanom ni govoril 30 let. Alone in the Universe je bil posnet v Lynnovem domačem studiu, Bungalow Palace v 18 mesecih. Lynne je posne skoraj vse instrumente sam; ostala dva, ki sta sodelovala pri produkciji sta bila Laura Lynne, Jeffova hči, ki je prispevala spremljevalne vokale pri skladbah »Love and Rain« in »One Step at a Time«, in Steve Jay, tonski mojster albuma, ki je igral shaker in tamburin.
Album je bil napovedan 24. septembra 2015. Ko je novinar vprašal Lynna kaj je počel po albumu Zoom, je Lynne v šali dejal: »Nimam pojma. Všeč mi je pijača. Počel sem veliko stvari, samo spomniti se ne morem kaj točno.«

## Skladbe
Album se prične s prvim singlom, »When I Was a Boy«. Besedilo govori o Lynnovem otroštvu in najstniških letih v Birminghamu, delu svojega življenja, ki ga je opisal že v skladbi »Long Black Road«, ki je izšla leta 2001 na albumu Zoom. V intervjuju za Rolling Stone je Lynne dejal: »Gre za najbolj avtobiografsko pesem, kar sem jo kdaj napisal. Besede so se napisale same, medtem, ko sem ponavadi se priklenil za mizo in jih spotil iz sebe. Šlo je za odraščanje in poslušanje mojega majhnega radia s slušalkami.« »Love and Rain«, ki se je začela kot star demo posnetek, je ena izmed Lynnovih najljubših pesmi. V njegovih lastnih besedah, zveni glavni riff kot ogromen clavinet, vendar gre sicer za Fender Telecaster. Spremljevalne vokale pri skladbi je prispevala njegova hči Laura.
Drugi single z albuma je bil »When the Night Comes«. Skladba ima reggae ritem in je ena redkih skladb z albuma, pri kateri sodeluje godalna sekcija. Življenje skladbe se je pričelo kot demo posnetek na kaseti, ki je vseboval nekaj akordov, nato pa je bil predelan v albumsko skladbo. »The Sun Will Shine on You« je počasna pesem, ki jo je Lynne napisal za nekega prijatelja, ki se je soočal z velikimi težavami, in da bi se s to pesmijo razvedril. Kot je rekel, mu je pesem pomagala k boljšem počutju, da se je tako počutil nekoliko manj izgubljenega v vesolju.
Za skladbo »Ain't it a Drag« je Lynne rekel: »Začelo se je, ker sem želel rockovsko skladbo za album. Vedno potrebuješ rockersko skladbo - vsaj jaz. Bil sem v razpoloženju, da bi kmalu napisal skladbo v Mersey Beatu in zdi se mi, da ima Ain’t It a Drag v sebi nekaj, kar zveni kot Mersey Beat. Toliko let kasneje, pa Mersey Beat še vedno deluje!« »I'm Leaving You« je skladba, ki jo je Lynne napisal v spomin svojemu bližnjemu prijatelju in kolegu Wilburyju, Royju Orbisonu. O tem je dejal: »Poskusil sem napisati orbisonsko skladbo, kot če bi jo on napisal s svojim kolegom Joejem Melsonom. Takšno zvrst. Očitno brez petja. Ampak melodija bi lahko bila Orbisonova skladba. Bilo bi čudovito, če bi jo on odpel. Vendar sem seveda za to prepozen kakšnih 28 let. Bil je super človek, kateremu sem želel dati poklon na tem albumu.
Zadnji single, izdan pred izdajo albuma, je bil »One Step at a Time«, ki je malenkost bolj disco naravnana. Lynne je o njej dejal: »Nisem imel dovolj hitrih skladb. V verzu je nekaj zelo zapletenih akordov, ki so mi pri srcu, ker gre za neko vrsto staromodne glasbe, vendar z običajnim rock and roll ritmom.« Lynne je opisal tudi začetek nastanka naslovne skladbe, »Alone in the Universe«: Nanj je vplival članek, ki je govoril o tem, da bo Voyager 1 morda zapustil solarni sistem in tako postal prvi umetni predmet, ki je vstopil v medzvezni prostor. »Ta članek mi je dal za misliti. Mislim, kako osamljen lahko postaneš? Preobrnil sem jo v primer, kot da Voyager 1 progreša Voyager 2«, je rekel Lynne.

## Izdaja
Prvi single, »When I Was a Boy«, je izšel digitalno 24. septembra 2015, kmalu pa je izšel tudi videospot singla. »When the Night Comes« je kot drugi single izšla 15. oktobra 2015. »One Step at a Time« je izšel 30. oktobra 2015. Ti trije prvi singli so bili lahko prenešeni digitalno ob prednaročilu albuma. »Ain't It a Drag« je kot single izšla 1. aprila 2016 z animiranim videospotom, skoraj pet mesecev po izdaji albuma.
Alone in the Universe je izšel 13. novembra 2015 pri založbi Columbia Records. Album je izšel na zgoščenki, vinilni plošči in digitalno na običajni in deluxe izdaji. Deluxe izdaja je vsebovala dve dodatni skladbi: »Fault Line« in »Blue«. Japonske izdaje (običajne in deluxe) so vsebovale vse skladbe ter skladbo »On My Mind«, ki je izšla ekskluzivno na Japonskem. Album je dosegel 4. mesto britanske lestvice albumov, kar je bila najboljša uvrstitev albuma skupine po albumu Secret Messages leta 1983. V ZDA je album dosegel 2. mesto rockovske lestvice Billboard, 23. mesto lestvice Billboard 200, kar je bila najboljša uvrstitev albuma skupine po albumu Time leta 1981.

## Turneja
9. novembra 2015, 4 dni pred izidom albuma, je skupina nastopila v Porchester Hallu v Londonu. Po izidu albuma se je skupina odpravila na manjšo promocijsko turnejo, v kateri je med drugim 12. novembra 2015 nastopila za BBC Radio 2 v BBC Radio Theatru, dan zatem pa je nastopila na Royal Variety Performance. Konec novembra 2015 so ELO natopili v ZDA prvič po 30 letih. Nastopa v New Yorku in Los Angelesu sta bila hitro razprodana. Skupina se je pojavila tudi na televizijskih oddajah The Tonight Show starring Jimmy Fallon, Jimmy Kimmel Live in CBS This Morning. Njihov nastop na CBS je bil nominiran za nagrado Daytime Emmy Award. 5. aprila 2016 se je skupina odpravila na turnejo Alone in the Universe, na kateri je koncertirala na različnih prizoriščih po Evropi in Združenem kraljestvu. Nastopili so tudi na Glastonbury Festivalu. 27. junija je bila objavljena novica, da bo 24. junija 2017 skupina nastopila na stadionu Wembley. Septembra je skupina natopila v Radio City Music Hallu v New Yorku. Angleška skupina The Feeling je spremljala Jeff Lynne's ELO na vsakem koncertu v Evropi in Združenem kraljestvu, razen na koncertu v Birminghamu in Dublinu. Koncert v Dublinu je bil preložen za 8 dni zaradi Jeffovih zdravstvenih težav. Predskupina za prestavljeni koncert je bila The Shoos. Losangeleška filharmonija je oznanila, da bodo Jeff Lynne's ELO septembra 2016 trikrat nastopili v Hollywood Bowlu.

## Sprejem
Album je, generalno gledano, prejel dobre kritike. Revija Q je album označila kot »toplega srca, izvrsten, skoraj popoln.« Večina razprave glede albuma je potekala na vprašanje kako album paše v ostalo diskografijo skupine. Pitchfork je album opredelil kot »odličen dodatek h katalogu« in »precej boljši od tega kakor takšni kasnejši albumi večinoma zvenijo.« The Guardian je v svoji recenziji zapisal, da gre za odlični povratek, edina skladba z nespretnim besedilom, podobnim skupini Whitesnake, je »Dirty to the Bone«, ki je malenkost preveč zakoreninjena v 70. leta. Trucking je album ocenil z dvema zvezdicama od petih ter poudaril: »AITU težko odseva slavne dni ELO, zveni prazno, nedodelano in deluje bolj kot zbirka b-strani skupine iz 70. let.«

## Seznam skladb
Vse pesmi je napisal in uglasbil Jeff Lynne.
| Št.             | Naslov                         | Dolžina |
| --------------- | ------------------------------ | ------- |
| 1.              | „When I Was a Boy‟             | 3:12    |
| 2.              | „Love and Rain‟                | 3:29    |
| 3.              | „Dirty to the Bone‟            | 3:06    |
| 4.              | „When the Night Comes‟         | 3:22    |
| 5.              | „The Sun Will Shine on You‟    | 3:29    |
| 6.              | „Ain't It a Drag‟              | 2:34    |
| 7.              | „All My Life‟                  | 2:50    |
| 8.              | „I'm Leaving You‟              | 3:07    |
| 9.              | „One Step at a Time‟           | 3:21    |
| 10.             | „Alone in the Universe‟        | 3:54    |
| 11.             | „On My Mind‟ (japonska izdaja) | 3:09    |
| Skupna dolžina: | Skupna dolžina:                | 32:31   |

| Dodatne skladbe z deluxe izdaje | Dodatne skladbe z deluxe izdaje | Dodatne skladbe z deluxe izdaje |
| Št.                             | Naslov                          | Dolžina                         |
| ------------------------------- | ------------------------------- | ------------------------------- |
| 11.                             | „Fault Line‟                    | 2:07                            |
| 12.                             | „Blue‟                          | 2:36                            |
| 13.                             | „On My Mind‟ (japonska izdaja)  | 3:09                            |

## Osebje
- Jeff Lynne – vokali, kitara, bas, klavir, bobni, klaviature, vibrafon, produkcija, miks
- Steve Jay – shaker, tamburin, inženiring, miks
- Laura Lynne – spremljevalni vokali (2, 9)

| Dodatno osebje - Craig Fruin – menedžment - Bob Ludwig – mastering - Ryan Corey – oblikovanje, ilustracija - Rob Shanahan – fotografija |